# Венозная кровь

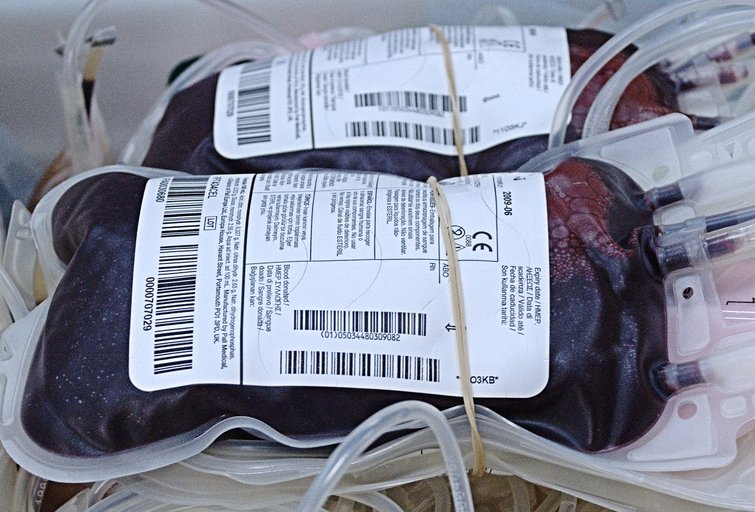
Венозная донорская кровь

Вено́зная кровь — кровь, возвращающаяся к сердцу от органов и тканей организма по венам. За исключением крови в лёгочных венах, венозная кровь лишена кислорода и обогащена углекислым газом в результате тканевого газообмена. Венозная кровь обычно теплее артериальной, имеет более низкий pH, содержит меньшее количество глюкозы и других питательных веществ и больше конечных продуктов метаболизма (мочевина и др.).
Венозную кровь получают в результате венепункции. Большинство медицинских лабораторных исследований крови проводится именно с венозной кровью.
Венозная кровь имеет тёмно-красную с синеватым оттенком окраску.